# Italský racek
Italský racek je staré italské plemeno holuba domácího. Je to malý holub s vodorovným držením těla a středně dlouhýma nohama, s pernatou náprsenkou na přední části krku. V seznamu plemen EE náleží mezi rejdiče a je zapsán pod číslem 0706.
Italský racek se od jiných plemen racků liší jak držením těla, tak délkou končetin. Jeho hlava se zobákem není také tak dokonale formovaná, jak je tomu i některých jiných plemen z této skupiny. Délkou zobáku se řadí k rackům středozobým. Hlava je spíše hranatá, s plochým temenem a strmě vystupujícím čelem, zobák tvoří s čelem tupý úhel, je široce nasazený, středně dlouhý a směřuje mírně dolů. Oči mají živý výraz, jsou velké, většinou oranžové, jen u bílých holubů a u některých strak jsou tmavé. Obočnice jsou zřetelné a stejně jako u zobáku odpovídá i jejich barva barvě opeření. Hrdlo je vyplněné malým lalůčkem. Krk má střední délku a v jeho přední části je vyvinutá svisle rozčísnutá náprsenka tvořená zkadeřeným peřím. Hruď je široká, oblá a mírně vystupuje dopředu, záda jsou vodorovně nesená a plochá, ocas je kratší a nesený v linii zad. Křídla nejsou příliš dlouhá, jejich letky jsou neseny na ocase a ve štítech lehce odstávají od těla ptáka. Nohy jsou poměrně dlouhé, neopeřené, při podráždění ptáci stojí na špičkách prstů. Opeření je krátké a přilehlé, sytých barev. Italský racek je celobarevný a chová se ve 42 různých barevných rázech.
Je to klidný pták, vhodný do voliérového i volného chovu, který se přizpůsobí i stísněným podmínkám. Protože má středně dlouhý zobák, sám může odchovávat holoubata a nepotřebuje chůvky.

## Galerie

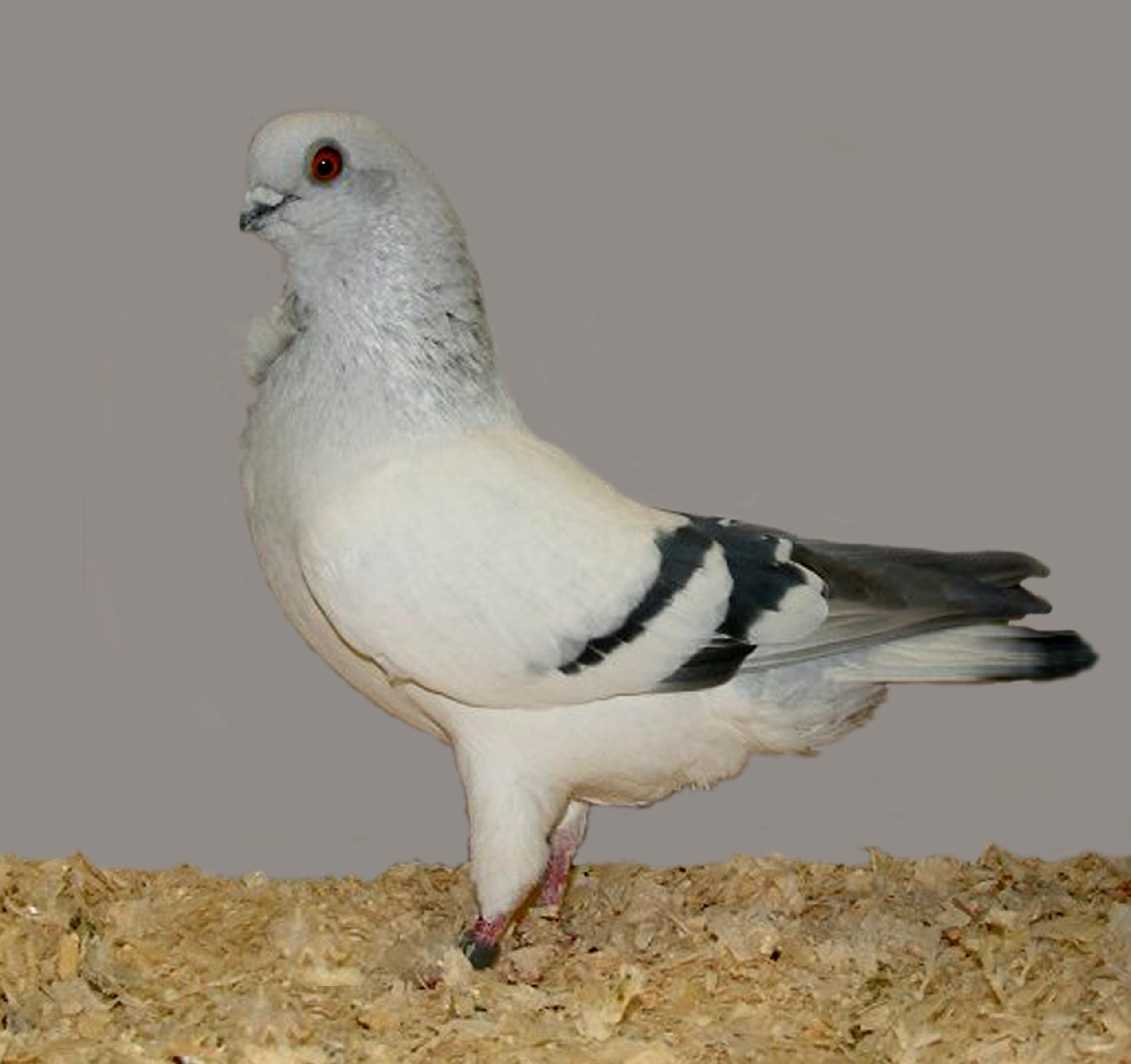
Italský racek sivý pruhový
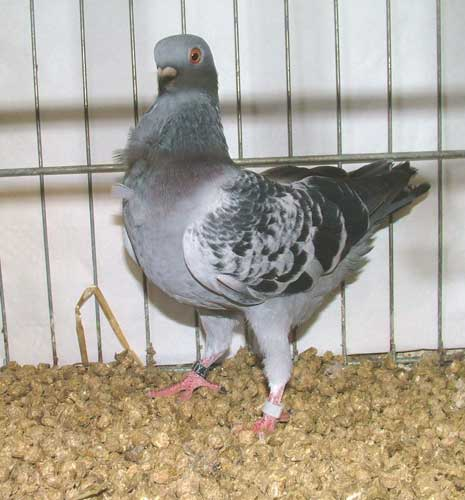
Italský racek modrý kapratý
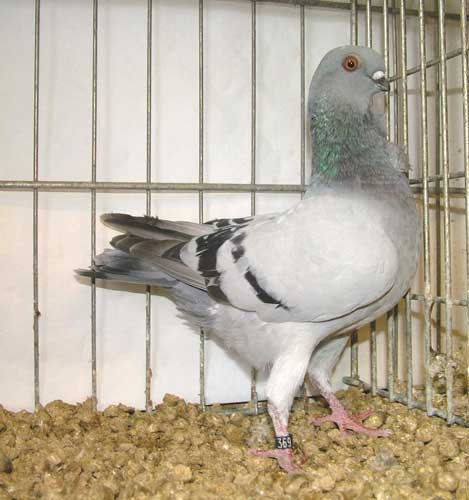
Italský racek modrý pruhový
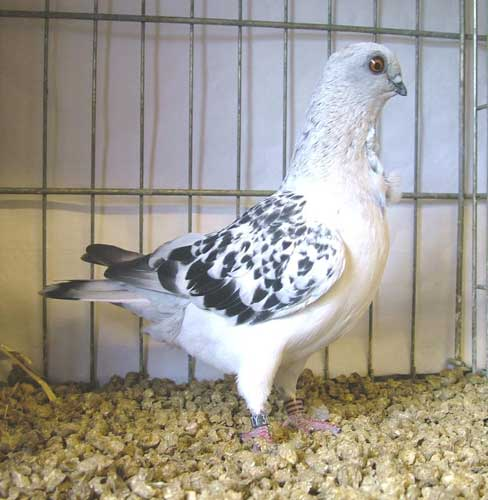
Italský racek sivý kapratý
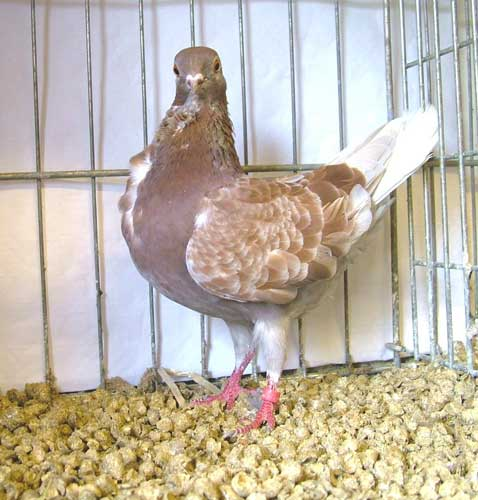
Italský racek červený kapratý
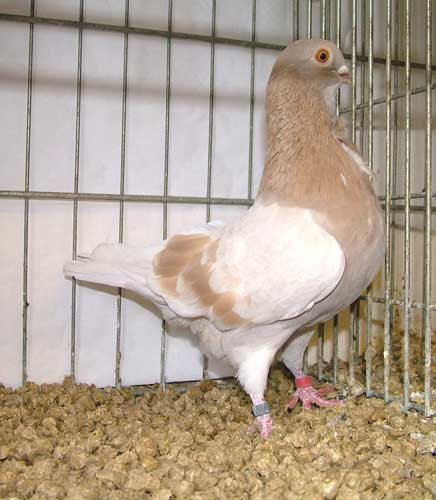
Italský racek žlutě plavý žlutopruhý